# Привиди колишніх подружок
«Привиди колишніх подружок» (англ. Ghosts of Girlfriends Past) — американська романтична комедія 2009 року з Меттью Мак-Конагей та Дженніфер Гарнер у головних ролях. Сюжет кінострічки базується на традиційній «Різдвяній пісні» Чарлза Дікенса.
Всесвітня прем'єра фільму відбулася 1 травня 2009 року. В Україні фільм було вперше показано 30 червня 2009 року.

## Сюжет
Головний герой — Коннор Мід — фотограф-ловелас, який визнає тільки стосунки з жінками на одну ніч. Він виступає проти шлюбу й вважає його архаїчною звичкою. Проте його єдиний родич — брат Пол — вирішив одружитися, і Коннор має їхати на репетицію його весілля. Там Коннор зустрічає своє перше кохання Дженні Перотті й дратує її, вмовляє Пола та його обраницю Сандру Волком передумати щодо весілля, планує переспати з дружкою, та, напившись, він бачить привид свого померлого дядечка Вейні Міда. Дядечко був справжнім кумиром для Коннора, адже також був справжнім ловеласом і влаштовував божевільні вечірки. Та зараз привид попередив Коннора, щоб він змінив своє життя й не марнував часу на численні інтрижки з жінками. Цієї ночі до Коннора мають прийти три привиди — привид минулого, сучасного та майбутнього.
Привидом минулого була шістнадцятирічна Еллісон — його шкільна подруга. Вона переносить Коннора в його дитинство. Ми дізнаємося, що він щиро кохав Дженні Перотті. Пізніше загинули батьки Коннора, і його став виховувати дядько Вейні. На шкільній вечірці Коннор не зміг запросити Дженні на танець, тому вона почала зустрічатися з іншим хлопцем. Коннор дуже засмутився через це й попросив дядечка навчити його поводитися з дівчатами так, щоб його більше ніколи не кидали. Коннор планував одружитися з Дженні, та Вейні Мід навчив Коннора, що він має ставитися байдуже до дівчат, і що має ненавидіти шлюб.
З цього часу Коннор почав зустрічатися з багатьма дівчатами, проте так і не міг забути Дженні.
Коли він виріс, Коннор нарешті зміг запросити Дженні на побачення. Після першої спільної ночі він хотів піти, але Дженні пояснила хлопцеві, що вона не з тих дівчат, яким потрібні стосунки на одну ніч. Та Коннор злякався серйозних відносин і втік. Привид минулого показав Коннорові, як Дженні плакала вранці, коли побачила, що Коннор втік.
Прокинувшись вранці, Коннор вирішив, що все це було сном, тому вирішив напитися, аби відігнати від себе дивні видіння. Він пив шампанське, яке було призначене для тостів на весіллі та зруйнував весільний торт. Це надзвичайно засмутило наречену, яка планувала ідеальне весілля.
Привидом сучасного стала асистентка Коннора Мелані. Вона провела чоловіка до кімнати, де його брат Пол намагався захистити Коннора перед нареченню та дружками. Він сказав, що Коннор — єдина рідна людина йому, тому що з дитинства виховував і завжди підтримував його. Коннор був надзвичайно розчулений цим. Проте раніше він необережно бовкнув про те, що Пол переспав з однією з дружок нареченої. Про це дізналася його обраниця Сандра. Вона скасовує весілля.
Тим часом привид майбутнього — таємнича мовчазна дівчина в білому — показує Коннорові весілля Дженні Перотті. Коннор сподівається, що він буде нареченим, та ним виявляється хлопець, із яким Дженні познайомилася на весіллі Пола та Сандри. Серед гостей на весіллі Коннор помічає брата Пола — та на його руці немає обручки, тому що Сандра так і не пробачила йому й весілля не відбулося.
В останньому видінні Коннор переноситься на власний похорон, на якому присутній тільки Пол. Після цього Коннор вирішує змінити своє майбутнє.
Він просить вибачення перед Дженіфер та прохає її розпочати їхні стосунки з початку. Він наздоганяє Сандру та переконує дівчину вийти заміж за Пола.

## У ролях

Дженіфер Гарнер у ролі Дженні Перотті

- Метью Мак-Конагей — Коннор Мід — головний герой, фотограф-ловелас;
- Дженніфер Гарнер — Дженні Перотті — кохана Коннора;
- Майкл Дуглас — Вейні Мід — дядько Коннора;
- Емма Стоун — Еллісон — шістнадцятирічна дівчина Коннора — привид минулого;
- Ноурін ДеВулф — Мелані — асистентка Коннора — привид сучасного;
- Брекін Меєр — Пол Мід — брат Коннора;
- Лейсі Шебер — Сандра Волком — наречена Пола;
- Енн Арчер — мати Сандри, до якої залицявся Коннор;
- Логан Міллер — Коннор Мід в юності;

## Касові збори
В США фільм зібрав $55,250,026, за кордоном — $46,973,243 (загалом — $102,223,269).